# Perizoma clavior
Perizoma clavior är en fjärilsart som beskrevs av Karl Schawerda 1928. Perizoma clavior ingår i släktet Perizoma och familjen mätare. Inga underarter finns listade i Catalogue of Life.